# Красноштанов, Антон Алексеевич
Антон Алексеевич Красноштанов (род. 10 июня 1986, Иркутск, РСФСР, СССР) — российский политический деятель, член партии «Единая Россия», депутат Государственной думы VIII созыва с 2021 года.

## Биография
Антон Красноштанов родился в 1986 году в Иркутске. В 2008 году он окончил Сибирский государственный межрегиональный колледж строительства и предпринимательства, в 2014 — Иркутский государственный университет путей сообщения, в 2017 — Российскую академию народного хозяйства и государственной службы. Руководит финансово-строительной компанией «ДомСтрой». В сентябре 2021 года победил на выборах по одномандатному округу в Государственную думу VIII созыва.
Из-за поддержки российской агрессии и нарушения территориальной целостности Украины во время российско-украинской войны Красноштанов находится под персональными санкциями всех стран Европейского союза, Великобритании, Соединенных Штатов Америки, Канады, Швейцарии, Австралии, Японии, Украины, Новой Зеландии.